# Distretto di Colcabamba (Ancash)
Il distretto di Colcabamba è un distretto del Perù nella provincia di Huaraz (regione di Ancash) con 653 abitanti al censimento 2007 dei quali 359 urbani e 294 rurali.
È stato istituito il 31 ottobre 1941.